# Questo sono io (Bruno Lauzi)
Questo sono io è un album raccolta di Bruno Lauzi, pubblicato dalla Ariston nel 1971.

## Tracce
Brani composti da Bruno Lauzi, eccetto dove indicato
Lato A
1. Ritornerai – 2:42 – Tratto dall'album: Ti ruberò (1965)
2. Garibaldi Blues – 2:10 (Eddie Cooley, John Davenport, Bruno Lauzi) – Tratto dall'album: Lauzi al cabaret (1965)
3. Ti ruberò – 2:52 – Tratto dall'album: Ti ruberò (1965)
4. 1000 lire al mese – 1:50 (testo: Alessandro Sopranzi – musica: Carlo Innocenzi) – Tratto dall'album: Kabaret n. 2 (1967)
5. Il tuo amore – 2:12 – Tratto dall'album: Ti ruberò (1965)
6. Ma se ghe penso – 3:05 (Mario Cappello, Attilio Margutti) – Tratto dall'album: Kabaret n. 2 (1967)

Durata totale: 14:51
Lato B
1. La donna del Sud – 2:42 – Tratto dall'album: I miei giorni
2. Il poeta – 2:04 – Tratto dall'album: Il poeta (1965)
3. Se tu sapessi – 3:15 – Tratto dall'album: Ti ruberò (1965)
4. Margherita – 2:38 – Tratto dall'album: Ti ruberò (1965)
5. Viva la libertà – 2:43 – Tratto dall'album: Ti ruberò (1965)
6. Il testamento – 2:30 – Tratto dall'album: Kabaret n. 2 (1967)

Durata totale: 15:52

## Musicisti
A1, A3, A5, B3, B4 e B5
- Bruno Lauzi - voce
- Orchestre dirette da: Enzo Ceragioli, Angel Pocho Gatti, Gian Franco Reverberi ed Enrico Simonetti

A2
- Bruno Lauzi - voce, chitarra

A4, A6 e B6
- Bruno Lauzi - voce
- Orchestra condotta da Franco Tadini

B1
- Bruno Lauzi - voce
- Orchestra condotta da Franco Tadini